# Kempen (Solingen)
Kempen ist eine Ortslage in der bergischen Großstadt Solingen.

## Lage und Beschreibung
Der Ort befindet sich im Süden des Solinger Stadtbezirks Burg/Höhscheid an den westlichen Ausläufern des Hästener Höhenzugs oberhalb der Wupper. Er besteht aus nur wenigen Gebäuden am Ende der Straße Kempen, die vom Krebsweg abzweigt. Westlich, am Ende eines kleinen Waldgebietes, führt der Balkhauser Weg an dem Ort vorbei, der als Kreisstraße 4 klassifiziert ist. Im Südosten entspringt der Balkhauser Bach, der die Hochfläche in Richtung der Wupper entwässert.
Benachbarte Orte sind bzw. waren (von Nord nach West): II. Hästen, Scharfhausen, III. Hästen, Pfaffenberg, Balkhauser Kotten, I., II., III. Balkhausen, Hohenscheid und Schellberg.

## Etymologie
Der Ortsname bezeichnet vermutlich den Plural des Wortes Kamp (= Feld).

## Geschichte
Der Ort ist ab dem ausgehenden 19. Jahrhundert auf Kartenwerken verzeichnet. Er gehörte zur Bürgermeisterei Dorp, die im Jahre 1856 das Stadtrecht erhalten hatte. In der Topographischen Karte des Regierungsbezirks Düsseldorf von 1871 ist der Ort nicht verzeichnet. Die Preußische Neuaufnahme von 1893 verzeichnet ihn als Kempen. In der Karte des Landmessers August Hofacker aus dem Jahre 1898 ist der Ort unbenannt verzeichnet.
Die Bürgermeisterei beziehungsweise Stadt Dorp wurde nach Beschluss der Dorper Stadtverordneten zum 1. Januar 1889 mit der Stadt Solingen vereinigt. Damit wurde Kempen ein Ortsteil Solingens. Einzelne Gebäude am später sogenannten Wassermannweg fielen später wüst, so dass der Ort heute nur noch aus wenigen Gebäuden am Ende der Straße Kempen besteht.